# La Légende des chevaliers aux 108 étoiles
La Légende des chevaliers aux 108 étoiles (水滸伝, Suikoden) est une série télévisée japonaise en 26 épisodes de 45 minutes diffusée entre le 2 octobre 1973 et le 26 mars 1974 sur Nippon Television. Elle est fondée sur l'un des quatre grands classiques de la littérature chinoise : Au bord de l'eau (chinois traditionnel : 水滸傳 ; chinois simplifié : 水浒传 ; pinyin : Shuǐ hǔ Zhuàn ; Wade : Shui³ hu³ Zhuan⁴ ; EFEO : Chouei-hou tchouan ; litt. « Le Récit des berges ») tiré de la tradition orale chinoise, compilé et écrit par plusieurs auteurs, mais attribué généralement à Shi Nai'an (XIVe siècle).
Seulement dix épisodes ont été doublés. En France, la série a été diffusée à partir du 17 décembre 1977 sur TF1, et au Québec à partir du 22 septembre 1978 à la Télévision de Radio-Canada.

## Synopsis
Durant la dynastie Song, les aventures de 108 bandits révoltés contre la corruption et la cruauté du gouvernement et des hauts fonctionnaires de la cour de l'empereur. La série est filmée sur un ton épique.

## Fiche technique
- Titre français : La Légende des chevaliers aux 108 étoiles[3]
- Titre original : 水滸伝 (Suikoden?)
- Réalisateur : Toshio Masuda
- Scénariste : Hajime Takaiwa
- Musique : Masaru Satō
- Production : Norio Kato, Kensuke Ishino
- Société de production : Nippon Television
- Pays de production : Japon
- Langue originale : japonais
- Nombre d'épisodes : 26 (2 saisons)
- Durée : 45 minutes
- Dates de diffusion :
  - Japon : 2 octobre 1973 - 26 mars 1974[4]
  - France : 1977 (diffusion de 10 épisodes)[3]

## Distribution
- Atsuo Nakamura : Lin Chong
- Kei Satō : Gao Qiu
- Sanae Tsuchida (en) : Hu Sanniang
- Tetsurō Tanba : Huyan Zhuo
- Sō Yamamura : Lu Junyi
- Takahiro Tamura : Chai Jin
- Isao Yamagata : Chao Gai
- Makoto Satō : Yang Zhi

## Épisodes
La série comprend 26 épisodes de 45 minutes répartis en deux saisons de treize épisodes chacune.